# Warhammer Fantasy

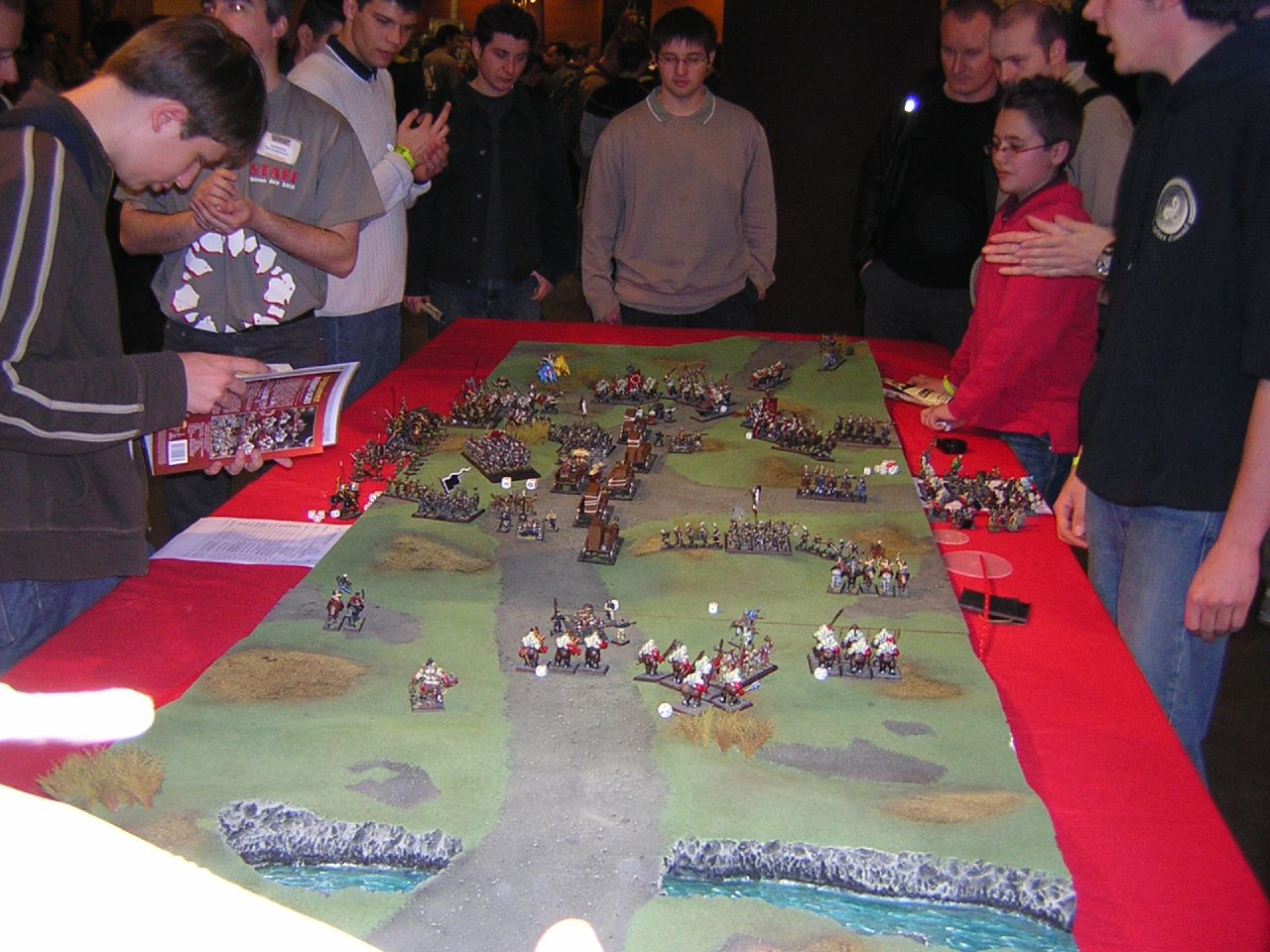
Люди играют в Warhammer

Warhammer Fantasy — фэнтезийный сеттинг, созданный компанией Games Workshop и использованный во многих её играх, в том числе в варгейме Warhammer Fantasy Battle и ролевой игре Warhammer Fantasy Roleplay. На текущий момент варгейм закрыт и более не поддерживается, вместо неё выпущена Age of Sigmar, при этом в середине 2018 года выходит 4-я редакция Warhammer Fantasy Roleplay.
Warhammer выделяется мрачной и суровой атмосферой, с культурой сродни германскому Ренессансу, скрещённой с толкиновским Средиземьем и произведениями Роберта Говарда и Говарда Лавкрафта. Одна из ключевых черт сеттинга — масштабные военные действия с использованием магии.

## История
Первоначально вселенная Warhammer Fantasy Battles была придумана английским фантастом Майклом Муркоком и должна была быть представлена циклом книг в составе «Мультивселенной», но цикл так и не вышел в свет. Позже права были проданы Games Workshop, которые несколько изменили сеттинг (богов хаоса стало 4, а не 5, и прочие незначительные изменения) и поменяли название на Warhammer. Незначительно была изменена эмблема Хаоса. В мире Warhammer сохранилось множество отсылок к «Мультивселенной» — например, космические корабли Древних или Грааль.
Первые версии правил Warhammer Fantasy Battles были выпущены в 80-х гг. только на английском языке и незначительно отличались друг от друга. Вместе с четвёртой редакцией, 1992 года, стали поставляться также модели, материалы и прочие принадлежности для игры; здесь войска различных народов впервые были описаны в отдельных книгах. В пятой редакции, 1995 года, были введены новые расы бретонцев и ящеров. Правила шестой редакции поступили в продажу отдельной книгой; в них была прежде всего переработана магическая система.
На данный момент, начиная с 10 июля 2010 года, вышла 8-я редакция правил. Были переработаны некоторые ключевые аспекты игры, успевшие стать привычными по предыдущим редакциям правил. В целом, игра по 8-й редакции правил стала более стратегической и меньше зависеть от кубиков при судьбоносном броске. Возросла также важность количества моделей в армии игрока. Была полностью переработана система магии. После Конца времён (End of Time), ознаменовавшего окончание поддержки Fantasy Battles и старт Age of Sigmar, фанаты, не согласные с таким решением, разработали 9-ю редакцию правил.
Кроме того, существует проект Warhammer: Armies Project, создатель которого переработал правила с опорой на более старые редакции и с целью избавиться от проблем 8ой. Проект уделяет большое внимание истории мира.
В ноябре 2019 года Games Workshop на портале Warhammer Community анонсировали новую игру в сеттинге Warhammer Fantasy под названием Warhammer The Old World. В новой игре события будут развиваться во время событий Войн Трех Императоров, и создатели возвращают игроков в еще живой мир, уничтоженный во время событий Конца Времен.

## Игровая система
Как правило, в Warhammer играют двое игроков, хотя возможно и большее число участников или командная игра. Могут быть также введены дополнительные правила, исправляющие недостатки оригинальных.
Каждый игровой отряд наделён своими уникальными характеристиками, такими, как мобильность, боевые умения и сила. Кроме того, все отряды обладают ценой в «очках», которая до некоторой степени компенсирует их достоинства и недостатки. В конкретных играх обычно устанавливается некая максимальная граница «очков», в пределах которой игрок может формировать свою армию.
Наряду с регулярными войсками, игрок также может, в зависимости от масштабов игры, использовать небольшое число героев. Герои делятся на магов и воинов; маги могут применять чары, а воины являются серьёзной поддержкой для солдат, сражающихся в ближнем бою. Есть также некоторые персонажи, которые являются и воинами и магами (например, Эльтарион у высших эльфов, который является и воином и магом 2-го уровня). Оба класса могут быть также усилены магическими предметами, отличающимися в зависимости от расы.
Бои происходят следующим образом: по заданным таблицам сравниваются основные характеристики игроков (например, сила атакующего и физическая выносливость обороняющегося). Чтобы атака увенчалась успехом, результат должен совпасть с определённым числом, которое соответствует данному случаю. Победителя определяют, в зависимости от выбранного сценария, потери вражеской армии или выполнение заданной цели, к примеру, завоевание определённой территории.

## Связь с реальным миром
Мир Warhammer Fantasy основан на реальном мире, прежде всего географически — сразу бросается в глаза сходство карты мира с привычной, как например деление на Старый Свет (Евразия и Африка) и Новый Свет (Северная и Южная Америка). Ощущается не только географическое влияние, но и культурное, в том числе параллели с реальными названиями, личностями и историческими событиями. Так, Робин Гуд стал Бертрамом ле Бриганом из Бретонии, а Леонардо да Винчи — основателем Гильдии техников Леонардо да Миральяно. Также имеются сходства с персонажами различных фэнтези-произведений, в частности имперские охотники на ведьм почти дословно повторяют Соломона Кейна, а история восхождения первого императора Империи Сигмара имеет некое сходство с историей Конана-Варвара.

## Игровые расы

### Люди

#### Империя
Исторический прототип Империи людей — Священная Римская империя эпохи позднего Средневековья и Ренессанса. Прослеживаются очевидные параллели: сильные провинции (княжества) образуют могучее государство с императором у власти. Это главный оплот человечества в борьбе с Хаосом.
Империя предоставляет универсальную базовую армию: доступны самые разные виды войск, от пехоты и рыцарей до пушек и мортир. Благодаря возможности противостоять любому противнику и отсутствию дисбалансных сторон имперская армия является основой игры.

#### Бретония
В историческом контексте Бретония опирается на средневековую культуру Франции и Бургундии XIV века, а также на сказания артуровского цикла и рыцарские романы.
В сражении бретонцы представляют собой классическую рыцарскую армию с различными кавалерийскими отрядами, вплоть до наездников на пегасах. Она как нельзя лучше подходит для прямолинейных атак и нападений, призванных опрокинуть противника. Для тактических манёвров бретонцы располагают пехотинцами и лучниками, а также требушетами, наносящими удар по площади.

#### Кислев
Историческими прототипами Кислева являются Киевская Русь, Речь Посполитая и другие славянские страны XVI—XVII веков, а также кочевые народы Средневековья, в частности, венгры. Соответствует и географическое расположение Кислева в мире Warhammer. Его армия состоит в основном из крылатых уланов, бояр, элитных кавалеристов — воинов Легиона Грифона, конных лучников — «унголов» и пехотинцев — «коссаров». Чародеи Кислева используют в основном ледяную магию. Сама страна граничит с землями троллей и Хаоса, поэтому её жителям часто приходится брать в руки оружие. Её населяет несколько народов, когда-то воевавших друг с другом (унголы, господари, норсы и ропсменны, а также долганы и имперцы).
Для Кислева существует книга с описанием войск, однако эта фракция проработана компанией Games Workshop гораздо хуже основных. Из-за небольшого числа игровых отрядов сложно играть за одиночную армию Кислева, однако его войска могут действовать вместе с армиями других народов, а также использовать наёмников. В играх «Warmaster» и «Mordheim» присутствуют дополнительные единицы, такие как дрессированные медведи, стрельцы, пороховая артиллерия и бронированные боевые повозки.

#### Наёмники
Хотя во всех местах Старого Света можно найти наёмников, но только в городах-государствах Тилеи встречаются настоящие наёмные войска, способные заменить собой целые армии. Историческим прототипом Тилеи послужила Италия эпохи позднего Средневековья и Ренессанса, с соперничающими городами-государствами и морскими республиками.
Наёмные войска подходят игроку, предпочитающему командовать разнородной армией. Впрочем, часто в армию внедряют отдельного наёмного героя, чьи свойства позволяют решать особые задачи.
После 5 редакции правил армия псов войны более не разрабатывалась и не обновлялась, однако все последующие книги правил армий ссылаются именно на эту книгу.
Великий Катай
На далёком востоке Старого Света располагается обширная и развитая в технологическом, культурном и военном плане империя, именуемая Великим Катаем, чьим историческим прототипом послужил древний Китай с вкраплением китайских мифов и узнаваемыми элементами, перенесёнными в фэнтезийную плоскость: с севера земли Катая граничат с равнинами хобгоблинов и защищены цепью цитаделей-укреплений - Великими Бастионом, являющимся аллюзией на Великую китайскую стену и постоянно осаждаемым племенами кочевников-хаосопоклонников; среди туманных горных гряд свои козни против власти Дракона-Императора и Лунной Императрицы строит беспокойный Король обезьян, провинциями Поднебесья правят змееподобные драконы, способные принимать человеческий облик, гадать будущее по звёздам и сплетать ветра магии в особое искусство Инь и Ян, а между Катаем и остальными западными государствами пролегает Шелковый путь.
В Великом Катае проповедуется философия вселенской гармонии, когда свет и тьма, день и ночь, жизнь и смерть, мужское и женское начала действуют в неразрывной связке и не пытаются превалировать друг над другом, и отражение этого учения яснее всего проявляется в структуре вооруженных сил катайцев: когорты нефритовых воинов и стражи Небесного Дракона защищены бронёй и щитами, имеют средства для сдерживания как вражеских пехотных отрядов, так и ужасающих монстров и кавалерии, а также дисциплинированы, чтобы поддерживать боевые формации даже под самыми тяжелыми ударами, в то время как за их спинами держатся арбалетчики, аркебузеры и артиллерия, подавляющие противника огневой мощью. Не испытывают воины Катая и недостатка в мобильной кавалерии, летающих отрядах поддержки, гигантских оживших статуях-Терракотовых стражах и даже в авиации, представленной воздушными шарами-джонками с артиллерийскими установками и командами ружейников на борту. В бой же их ведут катайские драконы при поддержке драконокровных шугеньганов, колдунов-астромантов и алхимиков, способных усиливать магические способности друг друга.
Непосредственно в настольной игре Катай не был представлен и не имел своей книги правил, появляюсь на страницах других армибуков и литературных произведений лишь вскользь. 17-го февраля 2022-го года студией Creative Assembly была выпущена третья, заключительная часть трилогии Total War: Warhammer, в которой при сотрудничестве Games Workshop катайцы были представлены в качестве играбельной фракции; ещё через два года в DLC "Shadow of Change" ростер армии был расширен, а в лор вписаны два новых персонажа - Нефритовый Дракон Юань Бо и терракотовый страж Сайтанг.

### Высшие эльфы
Высшие эльфы обитают на острове Ултуан, лежащем между Старым и Новым Светом. Собственно, это не остров, а небольшой континент. Если проецировать Ультуан на карту реального мира, он окажется примерно между Европой и Северной Америкой, на месте Бермудского треугольника — там, где по ряду мнений и была Атлантида (или Антлань).
Как и все эльфийские народы мира Warhammer, высшие эльфы обладают высокой инициативой. Как следствие, они всегда первыми наносят удар. Кроме того, их маги получают бонус при колдовстве, что также выгодно выделяет их. Некоторые герои высших эльфов обладают возможностью летать на драконах, самых могучих монстрах мира Warhammer. Разумеется, все эти достоинства увеличивают стоимость армии, поэтому войска высших эльфов обычно немногочисленны.

### Лесные эльфы

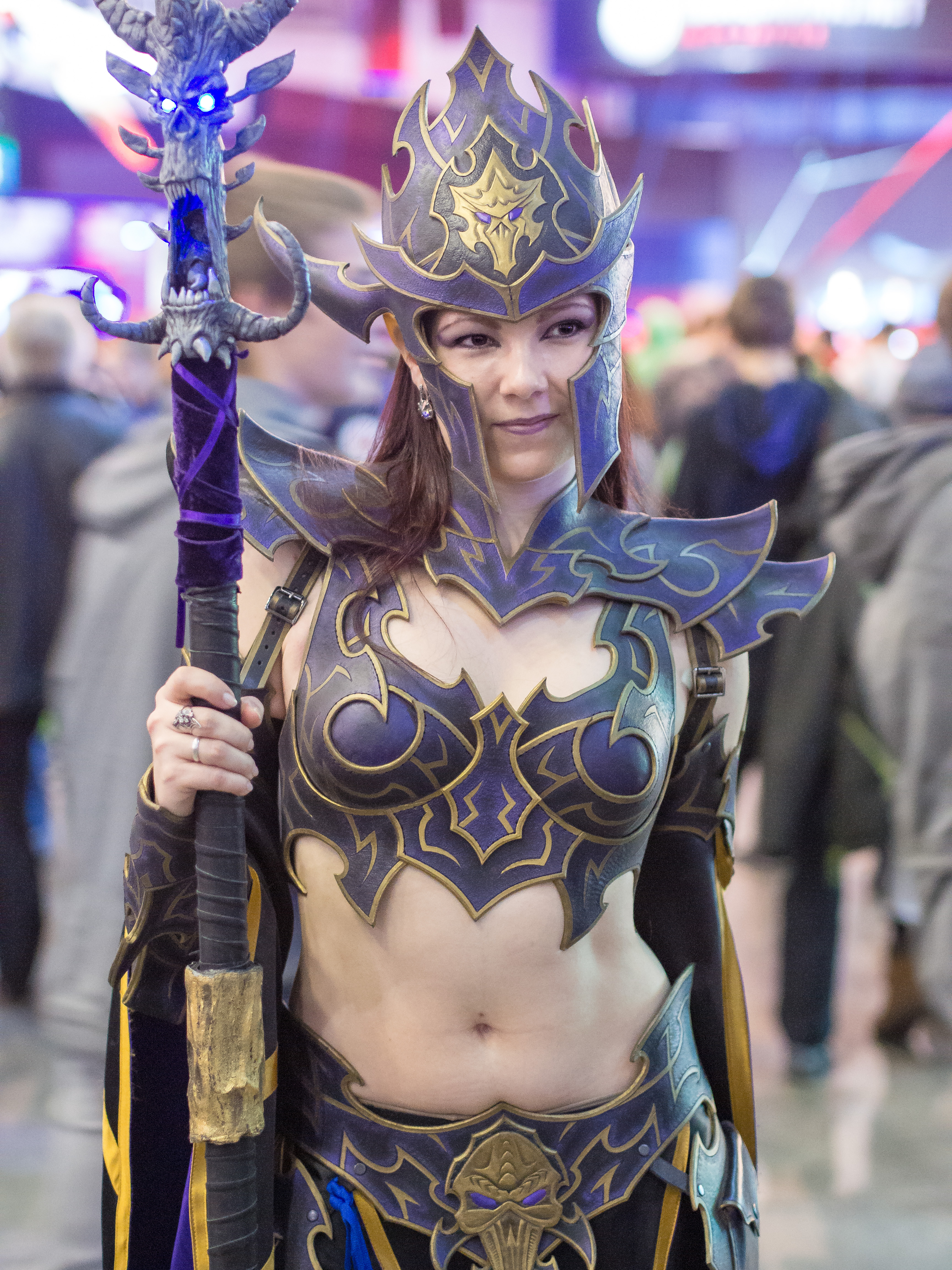
Косплей волшебницы — тёмной эльфийки

Лесные эльфы населяют прежде всего лес Атель Лорен, находящийся в Старом Свете. Они производят меньшее впечатление, чем их собратья, поскольку предпочитают не строить здания, а жить в гармонии с природой. Культура лесных эльфов основана главным образом на произведениях Толкина.
Лесным эльфам свойственны мобильность и инициатива. В отличие от других эльфийских народов мира Warhammer, они практически не пользуются доспехами. Вместе с низкими показателями сопротивления это делает их очень уязвимыми. Поэтому, как правило, лесные эльфы предпочитают дистанционный бой или атаку из засады. В ближнем бою они пользуются помощью духов леса, таких, как дриады и древни, зачастую более выносливых и приспособленных к защите.

### Тёмные эльфы
Тёмные эльфы, (друкхии или друкхарии), являются заклятыми врагами высших эльфов и постоянно вторгаются на Ултуан. Как и всех эльфов, их отличает мобильность и инициатива. В их обществе широко распространены такие тёмные аспекты, как пиратство, жертвоприношения и рабовладельчество, ряды рабов составляют пленённые представители других народов. Тёмные эльфы являются антагонистами своих светлых родственников, они используют скрытность, яды и тёмную магию, а также не гнушаются атаковать в спину и использовать другие «нечестные приёмы».

### Гномы
Гномы мира Warhammer обитают в горах Старого Света. Их образ навеян прежде всего преданиями и мифами североевропейских народов, использованы и многие штампы современного фэнтези. Если проецировать горы Старого Света на карту реального мира, он окажется примерно между Германией и Австрией. Можно грубо сказать, что в игре гномам отведена роль Швейцарии.
Гномы располагают широким выбором пехоты с разнообразными свойствами. В сражении их отличает высокое упорство и боевой дух. Кроме того, большинство гномов пользуется тяжёлыми доспехами. Таким образом, они лучше всего подходят для оборонительных действий. Их войска также пользуются поддержкой многочисленных боевых машин, поражающих врага на расстоянии. У них сильно развита техника и инженерное дело, что позволяет им использовать различные механизмы, вплоть до гирокоптеров.
В отличие от других армий, у гномов нет магов, но зато они могут работать с рунами, которые закупаются как экипировка для предводителя. Руны могут комбинироваться и представляют собой гибкое и изменчивое оружие.

### Орки и гоблины
Орки и гоблины — варвары мира Warhammer. Они обитают почти повсеместно в горах, лесах и пустошах цивилизованных стран. Собравшись под знаменем какого-либо вожака, они обрушиваются на поселения народов, грабя и разоряя всё на своём пути.
Выбор войск у орков и гоблинов очень велик. Среди них есть отряды с особыми свойствами, которые могут нанести противнику урон, но он также может отразиться на них самих, примерно как у скавенов. Необходимо обдумать, сколько контроля над своими войсками игрок хочет получить и на основании этого формировать армию. При этом также следует помнить, что наносимый ущерб растёт с уменьшением влияния игрока.

### Людоящеры
Прототипом ящеров послужили коренные культуры Южной и Центральной Америки, такие как майя, инки и ацтеки. В мире Warhammer их родина соответствует Южной Америке и югу Африки.
Согласно легенде о создании мира, ящеры были созданы расой Древних первыми из ныне живущих народов в качестве слуг. Многие из старейших предводителей ящеров — могучие маги. Впрочем, их армия выделяется прежде всего обилием динозавроподобных существ. Кроме того, ящеры обладают свойством хладнокровия, что делает их более стойкими к психическому воздействию.

### Скавены
Скавены — крысолюди, мутировавшие под действием варп-камней (магической радиоактивной породы). Они живут в канализациях и подземельях под крупными городами и распространены практически по всему миру благодаря разветвлённой подземной системе туннелей.
Скавены объединяются в кланы, из них самые густонаселённые кланы Боевых лордов. Каждый клан Боевого лорда имеет жёсткую иерархию, которая начинается от самых слабых рабов скавенов и кончается могучими воинами и самим Боевым лордом, самым ужасным и коварным из всего клана. Жизнь любого скавена наполнена постоянными драками и борьбой за превосходство. Постоянные стычки проходят на ножах, зубах и когтях. Часто во время поединка кто-то умирает, но ещё больше скавенов остаются просто изуродованными. У кого-то не хватает глаза, хвоста или уха. Побеждённый в поединке скавен может быть просто убит победителем.
У скавенов много рабов, большую часть из них они захватывают в стычках, но некоторые — побеждённые скавенами народы. Рабы занимают самое низкое положение в иерархии скавенов, и обычно используются в опасных экспериментах или в качестве пушечного мяса во время битвы. Их жизнь полна насилия и боли, но зато милосердно коротка.
Скавены располагают только сравнительно слабой пехотой, что, однако, компенсируется её низкой стоимостью. Поэтому даже превосходящий противник при грамотной стратегии может быть подавлен массой скавенов. Также у них существует тяжёлая артиллерия, приводимая в движение варп-камнями. Разумеется, она очень ненадёжна, и порой причиняет своим солдатам не меньший урон, чем противнику.
Все скавены управляются Советом Тринадцати. В него входят повелители самых больших городов и крепостей скавенов и те, кто лучше всех научился магии и смерти. В любое время царствуют только двенадцать Повелителей распада, входящих в совет, а тринадцатым является сам Рогатый. Совет Тринадцати собирается редко, и обычно члены поддерживают связь при помощи магии. Они координируют ресурсы всех скавенов мира, и готовятся к приходу повелителя — Рогатой Крысы. Говорят, что любой скавен может вызвать на бой Повелителя Распада и занять его место, но тем не менее совет наших дней не менялся уже несколько сотен лет.
Происхождение скавенов покрыто мраком, однако доподлинно известно, что в глубине государства Тилия, в сердце так называемых Гнилых Топей, расположен город Скавенгниль, являющийся руинами великого города Кавзара, что являлся утопичным симбиозом общества людей и гномов, так как располагался и над, и под землёй. В истории «Падения Кавзара» можно проследить аналогии с Вавилонской башней, так как в обоих случаях люди решили построить башню, достающую до небес.

### Цари Гробниц Хемри
Хемри — место рождения Нагаша, и самый могучий из городов Нехекхары. Нагаш захватил Хемри и окружающие его земли. В наши дни город заселён блуждающими духами и неупокоенными мертвецами, бездумно бродящими по улицам в зловещей тени Чёрной пирамиды Нагаша.
Нагашиззар, также известен как Проклятая яма, дом Нагаша, Повелителя смерти.
Четверо вырубленных в скале ворот охраняются смертоносными машинами. В глубине городских катакомб находится тронная зала Нагаша, здесь Верховный некромант планирует завоевание мира.
На протяжении всей истории человечества появлялись разные некроманты, вампиры и личи, созывающие великие армии неупокоенных. Но не было никого могущественнее Нагаша, Великого повелителя неупокоенных, что в наши дни отдыхает в своём саркофаге в Нагашиззаре. Именно Нагаш произнёс великое заклятие пробуждения, подняв тем самым великое множество злобных существ, включая Королей гробниц Хемри.
Армия Королей гробниц создана в древнеегипетском стиле, — она включает в себя различные виды нежити и големов. Многие названия в Хемри, их стране, взяты также из египетской истории и мифологии. Использованы и элементы иудаизма (Ковчег завета).
Нежить наделена свойством, защищающим её от пси-эффектов. К примеру, армии Королей гробниц никогда не бегут с поля боя. В то же время, если они проигрывают бой, то быстро будут уничтожены, не имея возможности отступить и перегруппироваться. Кроме того, нежить внушает ужас противнику, что побуждает его к бегству.

### Графства вампиров
Вампиры созданы на основе классического образа этих существ в легендах, готических романах и художественных фильмах; на них сильно повлияло творчество Стокера, Ле Фаню и Энн Райс. Вампиры занимают территории к юго-востоку от Империи, некогда населённые людьми. На их территориях правит аристократический род фон Карштейнов, начавший своё существование в графстве Сильвания (аллюзия на Трансильванию). Хотя для них губительны солнечные лучи, магия вампиров позволяет им призывать тучи и орды летучих мышей, которые заслоняют небо и тем самым защищают их от солнечных лучей.
На вампирскую армию также распространяются правила, связанные с нежитью. В ней присутствуют, помимо прочего, бестелесные существа вроде призраков, которые могут быть побеждены только магией или магическим оружием и открывают тем самым дополнительные тактические возможности. Князья вампиров могут получать, помимо магических предметов, и особые силы вампиров. Также заслуживает упоминания то, что после смерти предводителей армия вампиров начинает постепенно распадаться. Это особенно важно, поскольку вампиры принадлежат к сильнейшим героям в игре и непосредственно участвуют в сражении.

### Берег вампира
Суб-фракция вампирских графств, вдохновленная эстетикой "золотого века пиратства" середины XVII - середины XVIII веков и разного рода легендами о морских чудовищах, затерянных городах и грозных пиратах, бушевавших на просторах Карибского бассейна, в Индийском океане, у берегов Африки и Северной Америки.
В своё время, один из вампиров родословной Кровавых драконов, Лютор Харкон, оказался на борту норскийского драккара, чей экипаж с его пробуждением обратился в нежить и стал началом для огромного флота затонувших и поднятых со дна тёмной магией галлеонов, что бороздит моря по приказу безумного Короля Пиратов в поисках новой добычи и новых матросов. Параллельно с этим вампир Никлаус фон Карштайн, углубившийся в постижения магических ветров, дующих над морями, взял под свой контроль воронку, куда стекаются останки и души всех людей, погибших в море, избрал себе имя Графа Ноктилуса и вознамерилась завладеть всеми океанами мира Warhammer, также используя в своих разбойных рейдах на торговые караваны и прибрежные города орды раздувшихся ходячих трупов и кошмарных порождений морской пучины.
Флотилии вампиров-пиратов, как и армии их сильванских и нехекхарских сородичей, состоят преимущественно из оживлённых некромантией зомби-матросов, собирающихся в шеренги мушкетеров-пушкарей, артиллерийскую поддержку осуществляют орудийные расчеты мортир, карронад и дальнобойных картечниц, в качестве кавалерии чаще всего используются монстры-нежить в лице разного рода морской фауны, как гигантские крабы-прометейцы, сросшиеся воедино каракатицы и морские змеи, порой размером даже с целый остров. Присутствуют среди полчищ низшей нежити и вампиры-воины из линии Кровавых драконов, именуемые Стражей глубин - обычно они берут на себя роль абордажных отрядов, чтобы взобраться на вражеское судно и, благодаря своей тяжелой броне и сверхчеловеческой силе, вдоволь насытиться кровью поверженных противников.
В настольном Warhammer Fantasy Берег вампиров в качестве отдельной фракции не фигурирует, однако некоторые юниты (например, морнгули и некрофексы) могут быть включены в ростер вампирских графов и имеют на себя правила. Корнями вампиры-пираты восходят к настольному варгейму "Dreadfleet" от той же самой Games Workshop, где и начали фигурировать Граф Ноктилус, Аранесса Солспайт и прочие капитаны, упоминались не-мертвые разбойники в некоторых литературных произведениях по сеттингу, однако большее развитие и выделение в отдельную, играбельную фракцию получили благодаря студии Creative Assembly, выпустившей в ноябре 2018-го года платное дополнение "Curse of the Vampire Coast" ко второй части своей трилогии Total War: Warhammer.

### Воины Хаоса

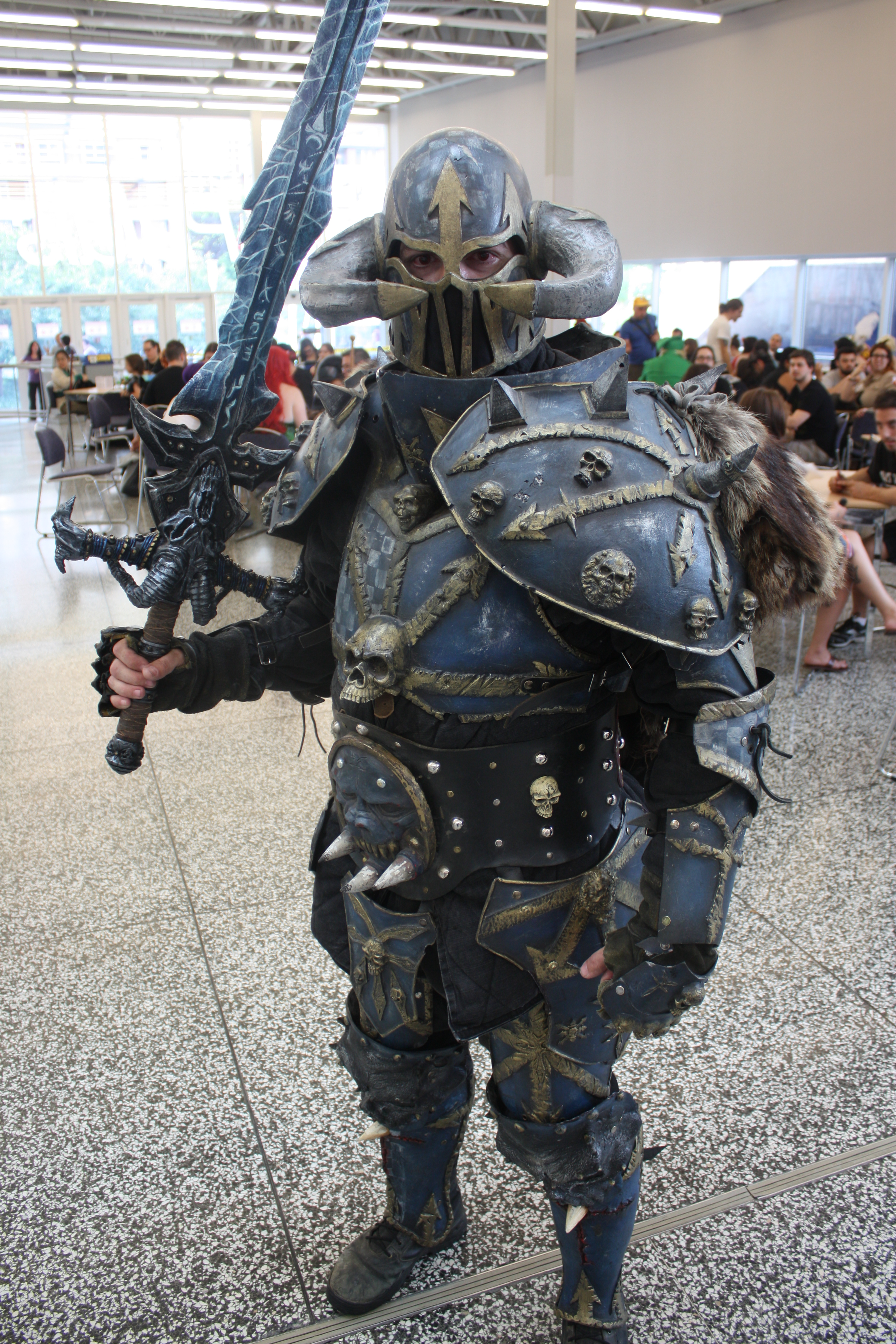
Косплей воина Хаоса

Хаос в мире Warhammer представляет собой стихию вседозволенности и разрушения, является врагом большинства рас. Силы Хаоса концентрируются в полярных районах, и именно там, в северной тундре, степях и на берегах туманных фьордов, обитают присягнувшие на верность Хаосу варварские племена. Образы этих варваров можно связать с Конаном-варваром или викингами.
Базовые отряды сил Хаоса состоят из легковооружённых пехотинцев и кавалеристов варварских племён. Разумеется, есть и более мощные отряды — воины и рыцари Хаоса, одни из самых сильных и дорогих в игре. В то же время практически отсутствуют стрелковые отряды. Есть возможность посвятить армию одному из четырёх богов Хаоса — это даёт доступ к дополнительным отрядам и свойствам. Орды варваров в бой ведут чемпионы Хаоса — это воины отправившиеся в пустоши и в сражениях с сотнями таких же северян получившие расположения богов Хаоса и нередко знаки их внимания — мутации. Нередко они возвращаются с отрядом ветеранов-единомышленников посвятивших себя тому же богу Хаоса.
В более ранних редакциях в армии воинов Хаоса могли включаться демоны и зверолюди.

### Демоны Хаоса
Демоны происходят из параллельного измерения, родины богов Хаоса, где они появляются как воплощение страхов и желаний жителей мира Warhammer. Туда демоны попадают в местах, где много так называемой свободной магии — например, в полярных районах. Внешне они соответствуют аспектам четырёх богов Хаоса — войны, магии, разложения и наслаждения.
Армия демонов состоит из многочисленных разновидностей монстров со своими свойствами, также соответствующих аспектам богов Хаоса. Здесь, как и во всех армиях Хаоса, практически отсутствуют стрелковые отряды и боевые машины. Все демоны обладают свойством, позволяющим им игнорировать треть наносимого урона. Но если демон проигрывает бой, он предпочтёт перед лицом опасности сбежать из реального мира.

### Королевства огров
Огры — самая молодая армия во вселенной Warhammer. Королевство огров находится в регионе, известном как Горы Скорби (соответствует нашим Гималаям). Видом, прежде всего вооружением, напоминают монголов и другие кочевые народы Центральной Азии.
Огры здесь отличаются от их классического представления. Практически все их отряды состоят из огромных чудовищ, которые могут атаковать сразу несколько противников и наделены большой силой. Их цена велика, так что такие отряды обычно немногочисленны, но это компенсируется их боевыми качествами. Единственное исключение — так называемые гноблары, придающие армии огров определённую гибкость: они дешёвые и сражаются в больших количествах, хотя их боевые умения оставляют желать лучшего.
Огры являются наёмниками, и поэтому некоторые их отряды могут встретиться и в других армиях.

### Гномы Хаоса
Образ гномов Хаоса основан на древних ассирийцах. Этот народ характеризует его необычный внешний вид (завитые бороды, головные уборы и символика), а также такие черты государственности, как захватническая политика, работорговля и тирания. Они родственны обычным гномам, но под влиянием Хаоса поддались озлоблению и разложению; обитают на востоке от опоясывающего Землю горного массива, в Стране Тьмы.
В отличие от их сородичей, у гномов Хаоса существует кавалерия и магия. В армии могут также сражаться их рабы, например, орки и гоблины, что делает её более гибкой и разнородной.
На данный момент существует несколько неофициальных книг армии, официальная (написанная по 5 редакцию правил), а также правила на армию содержащиеся в книге «Тамуркхан», изданную Форджворлдом. Последняя является самой новой и официально признанной версией правил на армию Гномов Хаоса, армия по правилам «Тамуркхана» допускается на любые турниры наравне со всеми остальными. Правила содержащиеся в «Тамуркхане» в некоторой степени являются переписанными правилами созданными GamesWorkshop под 5 редакцию правил Warhammer Fantasy Battles

## Значение
Warhammer Fantasy — одна из крупнейших и наиболее популярных игровых систем в жанре фэнтези. Не в последнюю очередь это выражается в том, что во многих городах существуют принадлежащие Games Workshop магазины, торгующие только товарами, связанными с Warhammer и прочими продуктами фирмы. Создаются книги, действие которых происходит в сеттинге Warhammer Fantasy, а также компьютерные игры.
В дополнение к книге правил и книгам с описанием войск фирма выпускает ежемесячный журнал «White Dwarf» (Белый Гном). Там публикуются обновления миниатюр и правил, советы по сборке и раскрашиванию моделей, а также альтернативные правила и сценарии.

## Книги

### Цикл «Женевьева Дьедонне» (The Vampire Geneviève), Ким Ньюман (псевдоним Джек Йовил)
- «Дракенфелс» (Drachenfels, 1989)
- «Красная жажда» (Red Thirst, 1990) (рассказ)
- «Нет золота в Серых горах» (No Gold in the Grey Mountains, 1989) (рассказ)
- «Обманутые армии» (The Ignorant Armies, 1989) (рассказ из «Обманутых армий»)
- «Твари в бархатных одеждах» (Beasts in Velvet, 1991)
- «Женевьева неумершая» (Genevieve Undead, 1993)
- «Боевой Ястреб» (The Warhawk, 2002) (рассказ)
- «Фактор Ибби Рыбника» (The Ibby the Fish Factor, 2002) (рассказ)
- «Серебряные ноготки» (Silver Nails, 2002) (омнибус) — включает в себя «Красная жажда» (Red Thirst), «Нет золота в Серых горах» (No Gold in the Grey Mountains), «Обманутые армии» (The Ignorant Armies), «Боевой Ястреб» (The Warhawk) и «Фактор Ибби Рыбника» (The Ibby the Fish Factor)

### Цикл «Tales of Orfeo» Браин Крэйг
- «Свет преобразования» (The Light of Transfiguration, 1990) (из «Красной жажды» и «Смеха Тёмных богов»)
- «Zaragoz» (11.1989)
- «Plague Daemon» (04.1990)
- «Storm Warriors» (03.1991)

### Цикл «Конрад» (Konrad), Дэвид Ферринг
- «Конрад» (Konrad, 1990)
- «Порождение мрака» (Shadowbreed, 1991)
- «Клинок войны» (Warblade, 1993)
- «The Konrad Saga» (омнибус, 2005)

### Цикл «Готрек и Феликс» (Gotrek & Felix)
- «Победитель троллей» (Trollslayer, 08.1999) Уильям Кинг
- «Победитель скавенов» (Skavenslayer, 09.1999) Уильям Кинг
- «Истребитель демонов» (Daemonslayer, 10.1999) Уильям Кинг
- «Истребитель драконов» (Dragonslayer, 09.2000) Уильям Кинг
- «Истребитель зверья» (Beastslayer, 02.2001) Уильям Кинг
- «Истребитель вампиров» (Vampireslayer, 09.2001) Уильям Кинг
- «Готрек и Феликс: Первый Омнибус» (Gotrek & Felix: The First Omnibus) Уильям Кинг (включает в себя «Победитель троллей», «Победитель скавенов» и «Истребитель демонов»)
- «Готрек и Феликс: Второй Омнибус» (Gotrek & Felix: The Second Omnibus) Уильям Кинг (включает в себя «Истребитель драконов», «Beastslayer» и «Истребитель вампиров»)
- «Готрек и Феликс: Третий Омнибус» (Gotrek & Felix: The Third Omnibus) Уильям Кинг
- «Giantslayer» (04.2003) Уильям Кинг
- «Дочь Красной Руки» (Redhand’s Daughter, 2003) Уильям Кинг (рассказ) (из «War Unending»)
- «Orcslayer» (10.2006) Натан Лонг
- «Manslayer» (10.2007) Натан Лонг
- «Elfslayer» (10.2008) Натан Лонг
- «Slayer of the Storm God» (03.2009) Натан Лонг (также аудиокнига)
- «Shamanslayer» (10.2009) Натан Лонг
- «Zombieslayer» (11.2010) Натан Лонг
- «Red Snow» (рассказ) Натан Лонг (из «Death and Dishonour»)
- «Давай, потягаемся!» (The Contest, 2012) Джордан Эллинджер (рассказ) (из «Black Library Advent Calendar 2012»)
- «Готрек и Феликс: Антология» (Gotrek and Felix: The Anthology) (омнибус) под ред. Кристиана Данна (04.2012)
- «Road of Skulls» (01.2013) Джош Рейнольдс
- «Curse of the Everliving» (также аудиокнига) Дэвид Гаймер (03.2013)
- «Gotrek and Felix: Lost Tales» (омнибус) под ред. Лори Голдинг (07.2013)
- «Gotrek and Felix: Myths and Legends» (омнибус) под ред. Уильяма Кинга (10.2013)
- «City of the Damned» (10.2013) Дэвид Гаймер
- «The Serpent Queen» (04.2014) Джош Рейнольдс
- «Kinslayer» (09.2014) Дэвид Гаймер (также входит в «Warhammer: End Times»)
- «Slayer» (05.2015) Дэвид Гаймер
- «The Oberwald Ripper» (2012) (рассказ) Лори Голдинг (из «Hammer and Bolter#18»)
- «Blood Sport» (2012) (рассказ) Джош Рейнольдс (из «15th Birthday Collection»)
- «Berthold’s Beard» (2012) (рассказ) Джош Рейнольдс (из «Black Library Weekender: Volume One»)
- «Charnel Congress»
- «Marriage of Moment» (рассказ) Джош Рейнольдс
- «Rememberers» (рассказ) Дэвид Гаймер

### Цикл «Гром и Сталь» (Thunder and Steel)
- «Молоты Ульрика» (Hammers of Ulric, 05.2000) Дэн Абнетт, Ник Винсент, Джеймс Уоллис (из «Knights of the Empire»)
- «Ший-зар» (Shyi-Zar, 2004) (рассказ) Дэн Абнетт (из «Tales of the Old World»)
- «Всадники смерти» (Riders of the Dead, 2003) Дэн Абнетт
- «Swords of the Empire» (2004) (рассказ) Дэн Абнетт (из «Swords of the Empire» и «War Unending»)
- «Thunder and Steel» (омнибус) — включает в себя «Всадники смерти» (Riders of the Dead), «Gilead’s Blood», «Молоты Ульрика» (Hammers of Ulric) и рассказы

### Цикл «Брюннер. Охотник за головами» (Brunner the Bounty Hunter) К. Л. Вернер
- «Чего стоит месть» (What Price Vengeance? 2003) (рассказ) (из «Way of the Dead»)
- «Лечебница» (Sickhouse, 2003) (рассказ) (из «The Cold Hand of Betrayal»)
- «Blood Money» (01.2003)
- «Blood and Steel» (06.2003)
- «Blood of the Dragon» (08.2004)
- «Wolfshead» (рассказ) (из «Смерть и бесчестие»)

### Цикл «Посол Империи» (The Ambassador Chronicles) Грэм Макнилл
- «Посол Империи» (The Ambassador, 2001)
- «Зубы Урсана» (Ursun’s Teeth, 2004)

### Цикл «The Adventures of Florin & Lorenzo» Роберт Эрл
- «Пылающий берег» (The Burning Shore, 04.2004)
- «От кюизин. Высокая кухня» (Haute Cuisine, 2007) (рассказ) (из «Tales of the Old World»)
- «Wild Kingdoms» (10.2004)
- «Savage City» (07.2005)
- «Noblesse Oblige» (рассказ) (из «Death and Dishonour»)

### Цикл «Angelika Fleischer» Robin D. Laws
- «Head Hunting» (рассказ) (из «Way of the Dead»)
- «Meat and Bone» (2002) (рассказ) (из «Inferno! Issue 28»)
- «Honour of the Grave» (05.2003)
- «Sacred Flesh» (07.2004)
- «Liar’s Peak» (08.2005)

### Цикл «Blood on the Reik» Сэнди Митчелл
- «Death’s Messenger» (03.2005)
- «Death’s City» (10.2005)
- «Death’s Legacy» (11.2006)

### Цикл «The Marienburg Series» David Bishop
- «A Murder in Marienburg» (05.2007)
- «A Massacre in Marienburg» (12.2008)

### Цикл "The Chronicles of Malus Darkblade " Дэн Абнетт, Майк Ли
- «Проклятие Демона» (The Daemon’s Curse, 05.2005)
- «Bloodstorm» (12.2005)
- «Reaper of Souls» (07.2006)
- «Warpsword» (02.2007)
- «Lord of Ruin» (09.2007)
- «Оплата кровью» (The Blood Price, 2008) (рассказ) (из «War Unending»)
- «The Chronicles of Malus Darkblade: Volume One» — включает в себя первые три книги
- «The Chronicles of Malus Darkblade: Volume Two» (12.2009)
- «Deathblade: A Tale of Malus Darkblade» (02.2015) (также входит в Warhammer: End Times) К. Л. Вернер

### Цикл «The Daemon’s Gates Trilogy» Aaron Rosenberg
- «Day of the Daemon» (05.2006)
- «Night of the Daemon» (01.2007)
- «Hour of the Daemon» (11.2007)

### Цикл «Blood Bowl Series» Matt Forbeck
- «Blood Bowl» (08.2005)
- «Dead Ball» (12.2005)
- «Death Match» (04.2006)
- «Rumble in the Jungle» (12.2007)
- «Death on the Pitch» Manglers Never Lose Джош Рейнольдс  Fixed by Robbie MacNiven  Da Bank Job by Andy Hall  The Hack Attack by Matt Forbeck  Mazlocke's Cantrip of Superior Substitution Грэм Лион  Pride and Penitence by Alex Worley  The Skeleton Key Дэвид Эннендейл  Scrape to Victory Гэв Торп  Doc Morgrim's Vow Джош Рейнольдс  A Last Sniff of Glory Дэвид Гаймер  Foul Play by Andy Hall  Hoppo's Pies Гай Хэйли  The Freelancer by Robert Rath  Dismember the Titans Грэм Лион

### Цикл «Гномы» (Dwarfs) (он же «Masters of Stone and Steel»)
- «Ancestral Honour» (2001) Гэв Торп (рассказ) (из «Tales of the Old World»)
- «Предъявление Обид» Гэв Торп (07.2005)
- «Oathbreaker» Ник Кайм (02.2008)
- «Honourkeeper» Ник Кайм (04.2009)
- «The Doom of Dragonback» Гэв Торп (09.2014)
- «Grudgelore» (рассказ)
- «City of Dead Jewels» Ник Кайм (рассказ)

### Цикл «Эльфы» (Elves) Грэм Макнилл
- «Защитники леса» (09.2005)
- «Kinstrife» (2006) (рассказ) (из «The Cold Hand of Betrayal»)
- «Freedom’s Home or Glory’s Grave» (2007) (рассказ) (из «Tales of the Old World»)
- «Защитники Ултуана» (12.2007)
- «Сыны Эллириона» (09.2011)
- «Deathmasque» (рассказ)

### Цикл «Фон Карштайн» (Vampire Wars: The Von Carstein Trilogy) Стивен Сэвил
- «Наследие» (Inheritance, 03.2006)
- «Доминион» (Dominion, 08.2006)
- «Холодный поцелуй смерти» (Death's Cold Kiss, 2006) (рассказ) (из «The Cold Hand of Betrayal»)
- «Возмездие» (Retribution, (03.2007)
- «The Court of The Crimson Queen» (рассказ)

### Цикл «Vampires»
- «Портрет моей бессмертной леди» (Portrait of My Undying Lady, 2000) Гордон Ренни (из «Tales of the Old World», "Lords of Valour"и «War Unending»)
- «Три рыцаря» (Three Knights, 2002) (рассказ) Грэм Макнилл (из «Way of the Dead» и «War Unending»)
- «The Vampire Hunters» (2004) (рассказ) Роберт Эрл (из «Swords of the Empire»)
- «Ancient Blood» Роберт Эрл (03.2008)
- «Curse of the Necrarch» (07.2008) Стивен Сэвил

### Цикл «Badenov’s Band» Джонатан Грин
- «The Dead and the Damned» (12.2002)
- «Mark of the Beast» (рассказ) (из «Way of the Dead»)
- «The Nagenhof Bell» (рассказ) (из «Swords of the Empire»)

### Цикл «Karl Hoche» (он же «Marks of Chaos (Chaos Hunter)») James Wallis
- «Fire and Earth» (1995) (рассказ)
- «Mark of Damnation» (02.2003)
- «Mark of Heresy» (10.2003)
- «Rest for the Wicked» (рассказ)
- «A Night Too Long» (2003) (рассказ)

### Цикл «Slaves to Darkness» Гэв Торп
- «The Claws of Chaos» (08.2002)
- «The Blades of Chaos» (09.2003)
- «The Heart of Chaos» (09.2004)

### Цикл «Stefan Kumansky» Нил Макинтош
- «The Path of Warriors» (2002) (рассказ) (из " Tales of the Old World ")
- «Star of Erengrad» (11.2002)
- «Taint of Evil» (09.2003)
- «Keepers of the Flame» (04.2005)

### Цикл «Mathias Thulmann, Witch Hunter» К. Л. Вернер
- «A Choice of Hatreds» (2001) (рассказ) (из «Tales of the Old World»)
- «Witch Hunter» (01.2004)
- «Meat Wagon» (рассказ) (из «Swords of the Empire»)
- «Witch Finder» (02.2005)
- «Witch Killer» (12.2006)
- «Witch Work» (рассказ)

### Цикл «Fell Cargo» Дэн Абнетт
- «A Ship Called Rumour» (2003) (рассказ)
- «The Doom of the Sacramento» (2003) (рассказ)
- «Dry Land and Clean Drinking» (2003) (рассказ)
- «Threading the Teeth» (2003) (рассказ)
- «Fell Cargo» (02.2006)

### Цикл «Чёрные сердца» (Blackhearts) Натан Лонг
- «Проклятие Валнира» (Valnirs Bane, 12.2004)
- «Сломанное копье» (The Broken Lance, 11.2005)
- «Tainted Blood» (07.2006)
- «Hetzau’s Follies» (2005) (рассказ)
- «Гнилой фрукт» (Rotten Fruit, 2007) (рассказ) (из «Tales of the Old World»)

### Цикл «Warriors of the Chaos Wastes» К. Л. Вернер
- «Palace of the Plague Lord» (08.2007)
- «Blood for the Blood God» (11.2008)
- «Wulfrik» (12.2010)

### Цикл «Thanquol and Boneripper Trilogy» К. Л. Вернер
- «Grey Seer» (08.2009)
- «Temple of the Serpent» (09.2010)
- «Thanquol’s Doom» (10.2011)
- «Mind-Stealer» (рассказ)
- «Танкуоль-победитель» (Thanquol Triumphant) (рассказ) (онлайн) (из «Black Library Advent Calendar 2012»)

### Цикл «Empire»
- «As Dead as Flesh» (2004) (рассказ) Ник Кайм
- «Dead Man’s Hand» (2007) (рассказ) Ник Кайм (из «Tales of the Old World»)
- «Sanctity» (рассказ) (2007) Ник Кайм (из «Invasion!»)
- «Reiksguard» (06.2009) Ричард Уильямс (из «Knights of the Empire»)
- «Iron Company» (11.2009) Крис Райт
- «The Judgement of Crows» (02.2010) (рассказ) Крис Райт (из «Death and Dishonour»)
- «Call to Arms» (03.2010) Митчелл Сканлон
- «Grimblades» (07.2010) Ник Кайм
- «Warrior Priest» (10.2010) Дариус Хинкс
- «The Miracle at Berlau» (рассказ) Дариус Хинкс (из «Death and Dishonour»)

### Цикл «Knights of Bretonnia» Энтони Рейнольдс
- «Knight Errant» (05.2008)
- «Knight of the Realm» (05.2009)
- «Questing Knight» (2010) (из «Hammer and Bolter#1»)
- «Grail Knight» (2011) (из «Hammer and Bolter#6»)
- «Rest Eternal» (рассказ) (из «Death and Dishonour»)

### Цикл «Schwarzhelm & Helborg: Swords of the Emperor» Крис Райт
- «Sword of Justice» (07.2010)
- «Sword of Vengeance» (02.2011)
- «Feast of Horrors» (2010) (рассказ)
- «Duty and Honour» (2012) (рассказ)

### Цикл «Storm of Magic»
- «Razumov’s Tomb» (07.2011) Дариус Хинкс
- «Dragonmage» (07.2011) Крис Райт
- «The Hour of Shadows» (08.2011) К. Л. Вернер

### Цикл «Knights of Manaan» Джош Рейнольдс
- «Dead Calm» (11.2011) (рассказ) (из «Hammer and Bolter#13»)
- «Stormfels Teeth» (02.2012) (рассказ) (из «Hammer and Bolter#17»)
- «Lords of the Marsh» (05.2012) (рассказ) (из «Hammer and Bolter#20»)
- «Dead Man’s Party» (06.2012) (рассказ) (из «Hammer and Bolter#21»)
- «Bernheimer’s Gun» (06.2014) (онлайн)

### Цикл «Ulrika The Vampire Trilogy» Натан Лонг
- «Рожденная в крови» («Bloodborn») (06.2010)
- «Закаленная кровью» («Bloodforged») (06.2011)
- «Кровавая клятва» («Bloodsworn») (06.2012)
- «Ульрика-вампир» Омнибус (содержит «Bloodborn», «Bloodforged», «Bloodsworn»).

### Цикл «Tyrion and Teclis Trilogy» Уильям Кинг
- «Кровь Аэнариона» (12.2011)
- «Меч Каледора» (12.2012)
- «Bane of Malekith» (11.2013)

### Цикл «Orion Trilogy» Дариус Хинкс
- «Orion: The Vaults of Winter» (09.2012)
- «Orion: Tears of Isha» (08.2013)
- «Orion: The Council of Beasts» (05.2014)

### Цикл «Champions of Chaos»
- «Bloodraven» (рассказ) (2011) (из «Age of Legend») Сара Коквелл
- «Sigvald» (07.2011) Дариус Хинкс
- «Valkia the Bloody» (07.2012) Сара Коквелл
- «Blood Blessing» (рассказ) (онлайн) Сара Коквелл
- «Reaper» (рассказ) Сара Коквелл
- «Van Horstmann» (02.2013) Бен Каунтер
- «Harbinger» (рассказ) Сара Коквелл

### Цикл «Queek Headtaker» (он же «Warlords of Karak Eight Peaks»)
- «Headtaker» (05.2013) Дэвид Гаймер
- «The Karag Durak Grudge» (рассказ) (онлайн)
- «Skarsnik» (06.2013) Гай Хейли
- «Thorgrim» Дэвид Гаймер
- «The King of Black Crag» (рассказ) (онлайн) Гай Хейли

### Цикл «Скарсник»
- «Скарсник» Гай Хэйли (06.2013)
- «The King of Black Crag» (рассказ) (онлайн)

### Цикл «Лютор Гусс» (Luthor Huss) Крис Райт
- «Luthor Huss» (02.2012)
- «Поступь смерти» (The March Of Doom) (из «Games Day Anthology 2011/2012»)

### Цикл «Gilead» Дэн Абнетт, Ник Винсент
- «Gilead's Wake» (1997) (рассказ) (из «Inferno! Issue 3»)
- «Gilead's Fate» (1998) (рассказ) (из «Inferno! Issue 8»)
- «Gilead's Test» (1999) (рассказ) (из «Inferno! Issue 13»)
- «Gilead’s Blood» (03.2001)
- «Gilead’s Craft» (2012) (рассказ) (из «15th Birthday Collection»)
- «Gilead’s Curse» (04.2013)

### Цикл «Завант» (Zavant)
- «Zavant» (2002) Гордон Ренни
- «Кровавая луна над Альтдорфом» Гордон Ренни
- «The Case of the Scarlet Cell» (2004) (рассказ) Гордон Ренни (из «Swords of the Empire»)
- «Загадка скорпионов» (The Riddle of Scorpions) Джош Рейнольдс (из «Black Library Advent Calendar 2012»)
- «The Problem of Three-Toll Bridge» (11.2012) Джош Рейнольдс (из «Hammer and Bolter: issue 25»)
- «Видо тоже знает пару трюков» (How Vido Learned the Trick, 09.2018) (рассказ) Джош Рейнольдс (из «Inferno! Volume 1»)

### Цикл «Archaon Everchosen» Роб Сандерс
- «Aрхаон Вечноизбранный» (04.2014)
- «Archaon: Lord of Chaos» (02.2015)

### Цикл «Время Легенд» (The Time of Legends)

#### «Легенда о Сигмаре» (Legend of Sigmar) Грэм Макнилл
- «Молотодержец» (Heldenhammer, 04.2008)
- «Империя» (Empire, 09.2009)
- «Бог-Король» (God King, 01.2011)
- «Да падёт Великий Топор» (Let The Great Axe Fall, 2012) (рассказ) (из «Hammer and Bolter: issue 23 и 24»)
- «Боги плоти и крови» (Gods of Flesh and Blood, 2012) (рассказ) (из «Black Library Weekender: Volume One»)
- «Хранитель меча» (Sword Guardian, 2012) (рассказ) (из «15th Birthday Collection»)

#### «Трилогия Нагаша» (Nagash Trilogy) Майк Ли
- «Колдун Нагаш» (Nagash the Sorcerer, 09.2008)
- «Нагаш непобежденный» (Nagash the Unbroken, 04.2010)
- «Нагаш бессмертный» (Nagash Immortal, 08.2011)
- "Собирая кости" (рассказ) (онлайн)

#### «Кровь Нагаша» (Blood of Nagash) Джош Рейнольдс
- «The Fangs of the Asp» (10.2012) (рассказ) (из «Hammer and Bolter: issue 26»)
- «Неферата» (01.2013)
- «Master of Death» (12.2013)
- «Хозяин Моркейна» (The Master Of Mourkain) (рассказ) (из «Games Day Anthology 2012/2013»)

#### «История Раскола» (The Sundering) Гэв Торп
- «Малекит» (Malekith, 01.2009)
- «Король теней» (01.2010)
- «Каледор» (05.2011)
- «Aэнарион» (11.2010) (рассказ) (также аудиокнига) (из «Age of Legend»)
- «Кроваворукий» (12.2010)
  - «Тёмный путь» (2009) (рассказ) (из «Hammer and Bolter#2»)
- «Расплата» (Never Forgive) (рассказ) (из «Black Library Advent Calendar 2012»)

#### «War of Vengeance»
- «The Great Betrayal» (08.2012) Ник Кайм
- «Master of Dragons» (10.2013) Крис Райт
- «The Doom of Dragonback» (09.2014) Гэв Торп
- «Curse of the Phoenix» (04.2015) К. Л. Вернер
- «Elfdoom» Ник Кайм

#### «Skaven Wars: The Black Plague» К. Л. Вернер
- «Plague Doktor» (2011) (рассказ) (из «Age of Legend»)
- «Dead Winter» (05.2012)
- «Чумной жрец» (Plague Priest) (рассказ) (из «Games Day Anthology 2011/2012»)
- «Blighted Empire» (06.2013)
- «The Last Man» (2013) (из «The Black Library Anthology (2013/14)»)
- «Wolf of Sigmar» (01.2014)
- «A Question of Faith» (онлайн)

#### «Age of Legend» (сборник рассказов, 2011) под ред. Кристиана Данна
- A Small Victory (2011) Пол Кемп
- Bloodraven (2011) Сара Коквелл
- City of Dead Jewels (2011) Ник Кайм
- The Last Charge (2011) Энди Хоар
- The Ninth Book (2011) Гэв Торп
- The Gods Demand (2011) Джошуа Рейнольдс
- Plague Doktor (2011) К. Л. Вернер
- The City is Theirs (2011) Филипп Этанс
- The Second Sun (2011) Бен Каунтер
- Aenarion (11.2010) Гэв Торп

#### «Vorag Blodytooth» Джош Рейнольдс
- «Ghoul King part I: Conqueror of Worms» (12.2013) (рассказ) (онлайн)
- «Ghoul King part II: Empire of Maggots» (12.2013) (рассказ) (онлайн)

### Цикл «Время Возмездия» (Age of Reckoning) (по мотивам одноимённой игры)
- «Empire in Chaos» (09.2008) Энтони Рейнольдс
- «Dark Storm Gathering» Крис Райт (03.2009)
- «Forged by Chaos» К. Л. Вернер (09.2009)
- «Grimnir’s Paradox» (рассказ) Натан Лонг
- «A Fistful of Choppas» (рассказ) Майк Ли
- «The Sword is Forged» (рассказ) Натан Лонг
- «Cruel as Ice, Cold as Steel» (рассказ) Майк Ли

### Цикл «The End Times» («Конец Времен»)
- «Sigmar’s Blood» (12.2013) Фил Келли
- «The Return of Nagash» (09.2014) Джош Рейнольдс
- «The Fall of Altdorf» (10.2014) Крис Райт
- «The Curse of Khaine» (11.2014) Гэв Торп
- «The Rise of the Horned Rat» (01.2015) Гай Хэйли
- «The Bone Cage» (02.2015) (рассказ) Фил Кейли
- «With Ice and Sword» (02.2015) (рассказ) Грэм Макнилл
- «Marienburg’s Stand» (02.2015) (рассказ) Дэвид Гаймер
- «Bride of Khaine» (02.2015) (рассказ) Грэм Лион
- «The Siege of Naggarond» (02.2015) (рассказ) Сара Коквелл
- «The Lord of the End Times» (03.2015) (рассказ) Джош Рейнольдс
- «Kinslayer» (09.2014) Дэвид Гаймер (также входит в цикл «Готрек и Феликс»)
- «Deathblade: A Tale of Malus Darkblade» (02.2015) (также входит в цикл «The Chronicles of Malus Darkblade») К. Л. Вернер
- «Slayer» (05.2015) Дэвид Гаймер (также входит в цикл «Готрек и Феликс»)

### Цикл «Age of Sigmar»
- «The Realmgate Wars series»
  - The Gates of Azyr (07.2015) Крис Райт
  - War Storm (08.2015) Гай Хэйли, Джош Рейнольдс, Ник Кайм
  - Ghal Maraz (08.2015) Гай Хэйли, Джош Рейнольдс
  - The Prisoner of the Black Sun (рассказ) (09.2015) Джош Рейнольдс (первая в цикле «Hunt for Nagash»)
  - Hammers of Sigmar (10.2015) Дариус Хинкс, К. Л. Вернер
  - Sands of Blood (рассказ) (11.2015) Джош Рейнольдс (вторая в цикле «Hunt for Nagash»)
  - The Lords of Helstone (рассказ) (12.2015) Джош Рейнольдс (третья в цикле «Hunt for Nagash»)
  - Call of Archaon (12.2015) Дэвид Эннендейл, Дэвид Гаймер, Гай Хэйли, Роб Сандерс
  - Bridge of Seven Sorrows (рассказ) (01.2016) Джош Рейнольдс (четвертая в цикле «Hunt for Nagash»)
  - Wardens of the Everqueen (02.2016) К. Л. Вернер
  - Warbeast (03.2016) Гэв Торп
  - Fury of Gork (04.2016) Джош Рейнольдс
  - Bladestorm (06.2016) Matt Westbrook
  - Mortarch of Night (07.2016) Джош Рейнольдс, Дэвид Гаймер
  - Lord of Undeath (08.2016) К. Л. Вернер
- «Bladestorm» Matt Westbrook (цикл входит в «The Realmgate Wars series»)
  - Vengeance Eternal
  - Righteous Blood
  - The Manticore Dreadhold
  - Iron Tide
  - Splitskull Pass
  - Chosen of Sigmar
  - The Spiral Tower
- «The Realmgate Wars: Volume 1» (антология)
  - The Gates of Azyr (07.2015) Крис Райт
  - Bourne by the Storm Ник Кайм
  - Storm of Blades Гай Хэйли
  - The Gates of Dawn Джош Рейнольдс
  - War in the Hidden Vale Джош Рейнольдс
  - The Eldritch Fortress Гай Хэйли
  - Stormcast Дариус Хинкс
  - Scion of the Storm К. Л. Вернер
  - Wardens of the Everqueen (02.2016) К. Л. Вернер
  - The Volturung Road Гай Хэйли
  - Black Rift (04.2016) Джош Рейнольдс
  - Pantheon (2016) Гай Хэйли
- «The Realmgate Wars: Volume 2» (антология)
  - Warbeast (03.2016) Гэв Торп
  - Beneath the Black Thumb Дэвид Гаймер
  - Eye of the Storm Роб Сандерс
  - The Solace of Rage Гай Хэйли
  - Knight of Corruption Дэвид Эннендейл
  - The Trial of the Chosen Гай Хэйли
  - In the Lands of the Blind Роб Сандерс
  - Blood and Plague Дэвид Эннендейл
  - See No Evil Роб Сандерс
  - Bladestorm (06.2016) Matt Westbrook
  - The Prisoner of the Black Sun (рассказ) (09.2015) Джош Рейнольдс (первая в цикле «Hunt for Nagash»)
  - Black Rift (04.2016) Джош Рейнольдс
  - The Lords of Helstone (12.2015) Джош Рейнольдс (третья в цикле «Hunt for Nagash»)
  - Bridge of Seven Sorrows (01.2016) Джош Рейнольдс (четвертая в цикле «Hunt for Nagash»)
  - The Beasts of Cartha (также аудиодрама) Дэвид Гаймер
  - Fist of Mork, Fist of Gork (также аудиодрама) Дэвид Гаймер
  - Only The Faithful (также аудиодрама) Дэвид Гаймер
  - Great Red Дэвид Гаймер
  - Lord of Undeath (08.2016) К. Л. Вернер
- «Legends of the Age of Sigmar»
  - Fyreslayers (01.2016) (антология) включает «The Keys to Ruin» Дэвид Эннендейл, «Shattered Crucible» Дэвид Эннендейл, «Four Thousand Days» Дэвид Гаймер и «The Volturung Road» Гай Хэйли
  - Skaven Pestilens (03.2016) Джош Рейнольдс
  - Black Rift (04.2016) Джош Рейнольдс
  - Sylvaneth (07.2016) (антология) включает «The Resolute» Джош Рейнольдс, «Heartwood» Робби Макнивен и «Wrathspring» Гэв Торп
  - City of Secrets (01.2017) Nick Horth
  - Legends of the Age of Sigmar: Omnibus 1
- «Hallowed Knights» Джош Рейнольдс
  - The Prisoner of the Black Sun (рассказ) (09.2015) (первая в цикле «Hunt for Nagash»)
  - Sands of Blood (рассказ) (11.2015) (вторая в цикле «Hunt for Nagash»)
  - The Lords of Helstone (рассказ) (12.2015) (третья в цикле «Hunt for Nagash»)
  - Bridge of Seven Sorrows (рассказ) (01.2016) (четвертая в цикле «Hunt for Nagash»)
  - Plague Garden (novel 1) (06.2017)
  - Ghosts of Demesnus (рассказ) (2018)
  - Black Pyramid (novel 2) (11.2018)
  - A Dirge of Dust and Steel (рассказ) (12.2018)
  - The Denied (аудиокнига)
- «Eight Lamentations» Джош Рейнольдс
  - Auction of Blood (рассказ) (2017)
  - Spear of Shadows (novel 1) (09.2017)
  - The Tainted Axe (рассказ) (2017)
  - War-Claw (аудиокнига) (11.2018)
- «Callis and Toll»
  - Callis & Toll: The Old Ways (рассказ) (2017) Nick Horth
  - Callis and Toll: The Silver Shard (07.2018) Nick Horth
- «Gotrek Gurnisson series»
  - Realmslayer (аудиокнига) (11.2018) Дэвид Гаймер
  - The Bone Desert (2018) Робби Макнивен
  - One, Untended (рассказ) (2018) Дэвид Гаймер
  - Realmslayer: Blood of the Old World (аудиокнига, 2019) Дэвид Гаймер
  - The Neverspike (2019) Дариус Хинкс
  - Ghoulslayer (2019) Дариус Хинкс
  - Death on the Road to Svardheim (2020) Дариус Хинкс
  - Gitslayer (2021) Дариус Хинкс
  - Soulslayer (2022) Дариус Хинкс
  - The Crown of Karak-Khazhar Дариус Хинкс
  - Blightslayer Richard Strachan
- «The Khul series»
  - Khorgos Khul: The Red Feast (novel 1) (04.2019) Гэв Торп
- «Hamilcar Bear-Eater» Дэвид Гаймер
  - Bear Eater (12.2016)
  - The Hardest Word (08.2017)
  - Gods' Gift (12.2017)
  - Hamilcar: Champion of the Gods (02.2019)
- «Blacktalon» Andy Clark
  - When Cornered (08.2018)
  - First Mark (2018)
- «Black Rift of Klaxus» (2016) Джош Рейнольдс (цикл входит в «Legends of the Age of Sigmar»)
  - Assault on the Mandrake Bastion
  - In the Walls of Uryx
  - The Gnawing Gate
  - Six Pillars
  - The Scarlet Lord
  - Ten Skulls
  - Bridge of Smoke
  - The Sulphur Citadel
- «Underworlds»
  - Doombound Дэвид Эннендейл
  - A Place of Reflection Дэвид Гаймер
  - The Autumn Prince Гай Хэйли
  - Shadespire: The Darkness in the Glass (аудиокнига) (2017) Дэвид Эннендейл, Дэвид Гаймер, Гай Хэйли
  - Shadespire: The Mirrored City (09.2018) Джош Рейнольдс
  - The Palace of Memories (аудиокнига) (2019) Дэвид Эннендейл, Дэвид Гаймер, Гай Хэйли
- «Call of Chaos»
  - The Unending Storm Ник Кайм
  - By the Horns Роб Сандерс
  - The Gift of Khorne Гай Хэйли
  - Daemon of the Deep Роб Сандерс
  - The Last Gift Джош Рейнольдс
  - The Prodigal Дэвид Эннендейл
  - The Crystal of Fate Гай Хэйли
  - Gorechosen Andy Clark
  - The Eighth Victory Грэм Лион
  - Godless Дэвид Гаймер
  - The Sacrifice Грэм Лион
  - Lord of the Cosmic Gate Гэв Торп
- «Sacrosant & Other Stories» (2018) (антология)
  - Auction of Blood (рассказ) (2017) Джош Рейнольдс (входит в «Eight Lamentations»)
  - A Dirge of Dust and Steel (рассказ) (12.2018) Джош Рейнольдс
  - Callis & Toll: The Old Ways (рассказ) (2017) Nick Horth
  - Great Red (рассказ) Дэвид Гаймер
  - Sacrosanct (новелла) К. Л. Вернер
  - Shiprats (новелла) К. Л. Вернер
  - The Dance of the Skulls (рассказ) Дэвид Эннендейл
  - The Prisoner of the Black Sun (рассказ) (09.2015) Джош Рейнольдс (входит в «The Realmgate Wars series»)
  - The Sands of Grief (рассказ) Гай Хэйли
  - The Volturung Road (рассказ) Гай Хэйли
  - The Witch Takers (рассказ) К. Л. Вернер (входит в цикл про Esselt и Talorcan)
  - Wrathspring (рассказ) Гэв Торп
- «Hammerhal & Other Stories» (10.2017) (антология)
  - The Keys to Ruin Дэвид Эннендейл
  - Beneath the Black Thumb Дэвид Гаймер (входит в «The Realmgate Wars series»)
  - Great Red Дэвид Гаймер (входит в «The Realmgate Wars series»)
  - Heartwood Робби Макнивен
  - Assault on the Mandrake Bastion (2016) Джош Рейнольдс (входит в «Legends of the Age of Sigmar»)
  - Hammerhal Джош Рейнольдс
  - The Prisoner of the Black Sun (рассказ) (09.2015) Джош Рейнольдс (первая в цикле «Hunt for Nagash»)
  - Vengeance Eternal Matt Westbrook (входит в «Bladestorm»)
  - The Mountain's Call Грэм Лион
  - Ghastlight Anna Stephens
  - Last Rite of the Hag Queen Dale Lucas
  - The Root of Death К.Л. Вернер
  - The Rage of the Mountain Danie Ware
  - Claws of Famine Miles A Drake
  - The Jabberslythe's Grin Бен Каунтер
  - Heart of the Beast Gary Kloster
  - Halls of Gold Thomas Parrott
  - The Gnawblade Denny Flowers
  - Chains of Fate Nicholas Wolf
  - Warhammer Horror: Maledictions (2019) – омнибус
    - The Widow Tide by Richard Strachan
    - Crimson Snow by Lora Grey
    - Last of the Blood К.Л. Вернер
    - The Last Ascension of Dominic Seroff Дэвид Эннендейл
    - A Darksome Place Джош Рейнольдс

  - Warhammer Horror: Invocations (2019) – омнибус
    - The Hunt Дэвид Эннендейл
    - He Feasts forever by Lora Gray
    - The Healer by Steven Sheil
    - The Growing Seasons by Richard Strachan
    - Supplication by Jake Ozga
    - A Sending from the Grave К.Л. Вернер
    - Flesh and Blood by Ray Cluley

  - Warcry (антология) (2019)
    - The Harrower Дэвид Эннендейл
    - The Method of Madness by Peter McLean
    - The Devourer’s Demand Бен Каунтер
    - Proving Ground by Sarah Cawkwell
    - Eight-Tailed Naga Дэвид Гаймер
    - The Iron Promise Джош Рейнольдс

  - Direchasm (антология) (2020)
    - The Mountain's Call Грэм Лион
    - Ghastlight Anna Stephens
    - Last Rite of the Hag Queen Dale Lucas
    - The Root of Death К.Л. Вернер
    - The Rage of the Mountain Danie Ware
    - Claws of Famine Miles A Drake
    - The Jabberslythe's Grin Бен Каунтер
    - Heart of the Beast Gary Kloster
    - Halls of Gold Thomas Parrott
    - The Gnawblade Denny Flowers
    - Chains of Fate Nicholas Wolf

  - Oaths and Conquests (антология) (2020)  The Fist of an Angry God Уильям Кинг  The Garden of Mortal Delights by Robert Rath  Shriekstone by Evan Dicken  The Serpent's Bargain by Jamie Crisalli  A Tithe of Bone by Michael R Fletcher  Beneath the Rust Грэм Лион  The Unlamented Archpustulent of Clan Morbidus Дэвид Гаймер  The Siege of Greenspire by Anna Stephens  Ghosts of Khaphtar by Miles A Drake  Bossgrot by Eric Gregory  Ashes of Grimnir by Michael J Hollows  Blessed Oblivion by Dale Lucas  Blood of the Flayer by Richard Strachan
  - Conquest Unbound: Stories from the Mortal Realms (антология)  The Warden in The Mountain by Eric Gregory  The Harrowing Deep by Miles A Drake  The Perfect Assassin by Gary Kloster  Chain of Storms by Evan Dicken  Monsters by Noah Van Nguyen  The Huntress of Ghur by Noah Van Nguyen  Hamilcar: The Age of Enlightenment Дэвид Гаймер (цикл «Hamilcar Bear-Eater»)  The Dead Hours Дэвид Гаймер  Death on the Road to Svardheim Дариус Хинкс  Buyer Beware Гэв Торп  Reflections in Steel К.Л. Вернер  The Inevitable Siege by Rhuairidh James  Heart of the Fallen by Sarah Cawkwell  I, Behemat by Eric Gregory  A Taste of Lightning by Adrian Tchaikovsky  The Offering Энди Кларк  Strong Bones by Michael R Fletcher  Fangs of the Rustwood by Evan Dicken  The Threshold Дэвид Эннендейл  The Wolf and The Rat К.Л. Вернер  A Tithe of Bone by Michael R Fletcher
  - Grombrindal: Chronicles of the Wanderer (антология)  Mother of Fire  Old Whitebeard’s Special  The Maker’s Mark  Protect with Honour  Graveyard of Legends  The White-Bearded Ancestor  Lords of Stone, Fire and Sky
  - Harrowdeep (антология)  Knives in the Deep Gary Kloster  Nadir Noah Van Nguyen  The Tale of the Priests Дэвид Эннендейл
  - Thunderstrike & Other Stories (антология)  Thunderstrike by Richard Strachan  Bossgrot by Eric Gregory  The Spears of Autumn by Richard Strachan  The Sea Taketh Дэвид Гаймер  Buyer Beware Гэв Торп  Shiprats К.Л. Вернер  The Neverspike Дариус Хинкс  The Garden of Mortal Delights by Robert Rath  The Hammer of Immanence by Eric Gregory  Blessed Oblivion by Dale Lucas  The Serpent's Bargain by Jamie Crisalli  Ghastlight by Anna Stephens  The Siege of Greenspire by Anna Stephens  The Gossip of Ravens Дэвид Эннендейл  Last of the Braskovs К.Л. Вернер  Strong Bone by Michael R Fletcher  Mourning in Rainhollow by Dave Gross  Watchers of Battle Бен Каунтер  Blood of the Flayer by Richard Strachan
  - Champions of the Mortal Realms (антология)  Warqueen (2018) Дариус Хинкс  Heart of Winter (2018) by Nick Horth  The Red Hours by Evan Dicken  The Bone Desert Робби Макнивен
- Отдельные новеллы в рамках цикла:
  - Labyrinth of the Lost (11.2016) Энди Кларк (входит в комплект «Warhammer Quest: Silver Tower & Labyrinth of the Lost»)
  - Overlords of the Iron Dragon (11.2017) К. Л. Вернер
  - Nagash: The Undying King (01.2018) Джош Рейнольдс
  - Neferata: Mortarch of Blood (05.2018) Дэвид Эннендейл
  - Soul Wars (06.2018) Джош Рейнольдс
  - Callis and Toll: The Silver Shard (07.2018) Nick Horth
  - The Tainted Heart (07.2018) К. Л. Вернер (входит в цикл про Esselt и Talorcan)
  - Scourge of Fate (12.2018) Робби Макнивен
  - Dark Harvest (2019) Джош Рейнольдс
  - Gloomspite (2019) Энди Кларк
  - The Court of the Blind King (2019) Дэвид Гаймер
  - Code of the Skies (2019) Graeme Lyon
  - The Measure of Iron (2019) Jamie Crisalli
  - Thieves' Paradise (2019) Nick Horth
  - The Imprecations of Daemons (2019) Ник Кайм (аудиокнига)
  - Neferata: The Dominion of Bones (2020) Дэвид Эннендейл
  - Lady of Sorrows (2020) К.Л. Вернер
  - Realm-Lords (2020) Dale Lucas
  - Sons of Behemat (аудиодрама, 2020) Грэм Лион
  - Warcry Catacombs: Blood of the Everchosen (2020) Richard Strachan
  - Covens of Blood (2020) Anna Stephens, Liane Merciel, and Jamie Crisalli
  - Heirs of Grimnir (аудиодрама, 2020)
  - Bonereapers (2020) Дэвид Гаймер
  - Gothghul Hollow (2020) Anna Stephens
  - Stormvault (2021) Энди Кларк
  - The End of Enlightenment (2021) Richard Strachan
  - Lady of Sorrows (2021) К.Л. Вернер
  - Dominion (2021) Дариус Хинкс
  - Myths and Revenants (антология) (05.2019)
  - Rulers of the Dead (05.2019) — омнибус
  - The Harrower by David Annandale
  - The Method of Madness by Peter McLean
  - The Devourer’s Demand by Ben Counter
  - Proving Ground by Sarah Cawkwell
  - Eight-Tailed Naga by David Guymer
  - The Iron Promise by Josh ReynoldsChildren of Teclis Evan Dicken
  - Rulers of the Dead (05.2019) – омнибус
  - Warhammer Adventures: City of Lifestone
  - Bad Loon Rising Andy Clark (цикл Zograt and Skrog)
  - Godeater's Son Noah Van Nguyen
  - Hammers of Sigmar: First Forged Richard Strachan
  - The Arkanaut's Oath Гай Хейли (цикл Drekki Flynt)
  - The Hollow King Джон Френч (цикл Cado Ezechiar)
  - The Vulture Lord Richard Strachan (цикл Zothar Athrabis)
  - Prince Maesa Гай Хейли
  - Godsbane Dale Lucas
  - Hallowed Ground Richard Strachan
  - Kragnos: Avatar of Destruction Дэвид Гаймер
  - A Dynasty of Monsters Дэвид Эннендейл
  - Cursed City К. Л. Вернер
- Отдельные рассказы в рамках цикла:
  - The Road of Blades (2016) Джош Рейнольдс
  - The Path to Glory (2018) Evan Dicken
  - The Red Hours (2018) Evan Dicken
  - The Bone Desert (2018) Робби Макнивен
  - The Sea Taketh (2018) Дэвид Гаймер
  - The Learning (2018) Дэвид Гаймер
  - From the Deep (2018) Jaine Fenn
  - Blood Gold (2018) Гэв Торп
  - Acts of Sacrifice (2018) Evan Dicken
  - At the Sign of the Brazen Claw (2018) Гай Хэйли (из «Inferno! Volume 1»)
  - At the Sign of the Brazen Claw: Part Two — The Mercant’s Story (2019) Гай Хэйли (из «Inferno! Volume 2»)
  - Obsidian (2019) Дэвид Эннендейл
  - Faith in Thunder (2019) Robert Charles (из «Inferno! Volume 2»)
  - Tiers of Blood (2019) James Crisalli (из «Inferno! Volume 2»)
  - No Honour Among Vermin (2019) К. Л. Вернер (из «Inferno! Volume 2»)
  - Guns of the Black Eagle К. Л. Вернер
  - The Lightning Golem Ник Кайм
  - The Deeper Shade К. Л. Вернер

Цикл «Total War Warhammer»
- All Tunnels lead to Skavenblight (рассказ) Andy Hall, Chris Gambold
- Epic Saga of Wulfrik the Sarl (рассказ)
- The Mage and the Sorceress (рассказ) Andy Hall, Chris Gambold
- Prince of Altdorf (рассказ) Andy Hall
- The Forked Tongue (рассказ) Andy Hall, Chris Gambold
- «Peasant Knight» (антология)
- The Knight's Vow
- The Peasants Diary

Цикл «Kharadron Overlords»
- Overlords of the Iron Dragon (2017) К.Л. Вернер
- City of Secrets (2017) Nick Horth
- Profit's Ruin (2020) К.Л. Вернер

### Отдельные произведения
- «The Wine of Dreams» (10.2000) Brian Stableford
- «Magestorm» (02.2004) Джонатан Грин
- «Forged in Battle» (11.2004) Justin Hunter
- «Necromancer» (01.2005) Джонатан Грин
- «Vermintide» (01.2006) Bruno Lee
- «The Corrupted» (09.2006) Роберт Эрл
- «Печать Хаоса» (Mark of Chaos, 10.2006) Энтони Рейнольдс (по мотивам компьютерной игры Warhammer: Mark of Chaos (2006))
- «The Enemy Within» (07.2007) Ричард Ли Байерс
- «Masters of Magic» (01.2008) Крис Райт
- «Runefang» (06.2008) К. Л. Вернер
- «The Battle for Skull Pass» (05.2009) Натан Лонг
- «The Island of Blood» (09.2010) Дариус Хинкс
- «Wulfrik» (12.2010) К. Л. Вернер
- «Broken Honour» (03.2011) Роберт Эрл
- «Dreadfleet» (10.2011) Фил Келли
- «The Red Duke» (11.2011) К. Л. Вернер
- «Van Horstmann» (02.2013) Бен Каунтер
- «Knight of the Blazing Sun» (03.2012) Джош Рейнольдс (из « Knights of the Empire »)
- «Thorgrim» (02.2014) Дэвид Гаймер
- «Thorgrim Grudgebearer» (02.2014) Дэвид Гаймер

### Отдельные рассказы (или источник неизвестен)
- Поступь смерти (The March Of Doom) Крис Райт (из «Games Day Anthology 2011/2012»)
- «Чумной жрец» (Plague Priest) К. Л. Вернер (из «Games Day Anthology 2011/2012»)
- Первичный Ритуал (The Ultimate Ritual, 2000) Нэйл Джонс и Уильям Кинг (из «Inferno! # 16» и «Tales of the Old World»)
- Крысолов (Rat Trap, 2007) Роберт Эрл (из «Tales of the Old World»)
- Кровавая луна над Альтдорфом, Гордон Ренни (из цикла про Заванта Кённигера)
- Загадка скорпионов (The Riddle of Scorpions) Джош Рейнольдс (из «Black Library Advent Calendar 2012») (из цикла про Заванта Кённигера)
- Псы зимы (The Hounds of Winter) Джонатан Грин
- Тильянская крыса (The Tilean Rat) Сэнди Митчелл (из «Wolf Riders») (из цикла про Сэма Уорбла)
- Кто убил Лютера ван Грота? (Man Who Stabbed Luther van Groot, 2007) Сэнди Митчелл (из «Tales of the Old World») (из цикла про Сэма Уорбла)
- Портрет моей бессмертной леди (Portrait of My Undying Lady, 2000) Гордон Ренни (из «Tales of the Old World», "Lords of Valour"и «War Unending»)
- Мёртвым сном (The Sleep of the Dead, 2003) Дариус Хинкс (из «Tales of the Old World»)
- Тотентанц (Totentanz, 2001) Браин Крэйг (из «Tales of the Old World»)
- Раттенкриг (Rattenkrieg, 2004) Роберт Эрл (из «Tales of the Old World» и «War Unending»)
- Что значит быть охотником на ведьм (The Way of the Witchfinder) Браин Крэйг (из «Wolf Riders»)
- Поединок хранителей (Duel of the guardians) (из «White Dwarf № 260»)
- Равнина костей (Plain of bones) Уильям Кинг (из «White Dwarf № 264»)
- Урок Яхамы (Jahama’s Lesson) Мэттью Фаррер (из «Inferno#24» и «Way of the Dead»)
- До последнего кусочка (The Last Little Bit, 12.2012) Роберт Эрл (из «Black Library Advent Calendar 2012»)
- Отец и сын (Like Father, Like Son, 12.2012) Марк Лэтам (из «Black Library Advent Calendar 2012»)
- Путешествие «Солнечного копья» (Voyage of the Sunspear) Бен Каунтер (из «Black Library Advent Calendar 2012»)
- Хвост (The Rat Catcher’s Tail, 11.2010) Ричард Форд (из «Hammer and Bolter#2»)
- Skaven’s Claw (1992) Уильям Кинг
- Charandis (12.2010) Ben McCallum (из «Hammer and Bolter#2»)
- The Barbed-Wire Cat (01.2011) Роберт Эрл (из «Hammer and Bolter#4»)
- The First Duty (04.2011) Джош Рейнольдс (из «Hammer and Bolter#6»)
- Manbane (05.2011) Энди Хоар (из «Hammer and Bolter#7»)
- Marshlight (05.2011) Энди Хоар (из «Hammer and Bolter#8»)
- Sir Dagobert’s Last Battle (07.2011) Джонатан Грин (из «Hammer and Bolter#9»)
- Mountain Eater (08.2011) Энди Смайли (из «Hammer and Bolter#10»)
- The Talon of Khorne (05.2012) Frank Cavallo (из «Hammer and Bolter#20»)
- Butcher’s Beast (07.2012) Джордан Эллинджер (из «Hammer and Bolter#22»)
- Leechlord (07.2012) Frank Cavallo (из «Hammer and Bolter#22»)
- The Hunter (08.2012) Грэм Лион (из «Hammer and Bolter#22»)
- The Court Beneath (11.2012) Фил Келли (из «Hammer and Bolter#25»)
- Voices (03.2012) Дэвид Гаймер (онлайн)
- Cankerworm (03. 2012) Дариус Хинкс (онлайн)
- Unseen (03. 2013) Дариус Хинкс (онлайн)
- Cold Light of Day (04.2013) Роб Сандерс (онлайн)
- Wind of Change (05.2013) К. Л. Вернер (онлайн)
- Golfgag’s Revenge (05.2013) Джастин Хилл (онлайн)
- Tomb of the Golden Idol (08.2013) Энди Хоар (онлайн)
- Sticks and Stones (06.2014) Джонатан Грин (онлайн)
- The Great Maw (06.2014) Лори Голдинг (онлайн)
- The Battle of Whitestone (06.2014) Джастин Хилл (онлайн)
- Waking the Dragon (09.2018) Джош Рейнольдс

### Сборники рассказов
- «Обманутые армии» (Ignorant Armies, 1989) под ред. Дэвида Прингла
  - Таинственная ночь (Geheimnisnacht, 1989) Уильям Кинг (из цикла «Готрек и Феликс»)
  - The Reavers and the Dead (1989) Чарльз Стросс
  - The Other (1989) Никола Гриффит
  - Удача ученика (Apprentice Luck, 1989) Шон Флинн
  - A Gardener in Parravon (1989) Браин Крэйг
  - Звёздный челн (The Star Boat, 1989) Стивен Бакстер
  - Обманутые армии (The Ignorant Armies, 1989) Ким Ньюман
  - Смех Тёмных богов (The Laughter of Dark Gods, 1989) Уильям Кинг
- «Наездники на волках» (Wolf Riders, 1990) под ред. Дэвида Прингла
  - Наездники на волках (Wolf Riders, 1989) Уильям Кинг (из цикла «Готрек и Феликс»)
  - Тильянская крыса (The Tilean Rat) Сэнди Митчелл (из цикла про Сэма Уорбла)
  - Что значит быть охотником на ведьм (The Way of the Witchfinder) Браин Крэйг
  - Призрак Иреми (The Phantom of Yremy) Браин Крэйг
  - Крик зверя (Cry of the Beast) Ральф Т. Касл
  - Нет золота в Серых горах (No Gold in the Grey Mountains, 1989) Ким Ньюман (из цикла «Женевьева Дьедонне»)
  - Молот Звёзд (The Hammer of the Stars) Пит Гаррет
  - Гранд карнавал Пулга (Pulg's Grand Carnival)
- «Красная жажда» (Red Thirst, 1990) под ред. Дэвида Прингла
  - Красная жажда (Red Thirst, 1990) (из цикла «Женевьева Дьедонне»)
  - Темные низовья мира (Dark Beneath the World, 1990) Уильям Кинг
  - The Spells Below Нейл Джонс
  - The Light of Transfiguration Браин Крэйг
  - Песня (The Song, 1990) Стивен Бакстер (из цикла про Сэма Уорбла)
  - The Voyage South, Nicola Griffith
- «Доблестные лорды» (Lords of Valour, 06.2001) под ред. Кристиана Данна, Марка Гаскойна
  - Faith (2000) Роберт Эрл
  - A Choice of Hatreds (2001) К. Л. Вернер
  - Tybalt’s Quest (2000) Гэв Торп
  - Who Mourns a Necromancer? (2000) Браин Крэйг, Крэйг Макинтош
  - Son and Heir (2000) Иан Уинтертон
  - The Judas Goat Роберт Эрл
  - Звук, который будит вас (The Sound Which Wakes You, 2000) Бен Чесселл
  - Портрет моей бессмертной леди (Portrait of My Undying Lady, 2000) Гордон Ренни
  - The Plague Pit Джонатан Грин
  - Ancestral Honour (2001) Гэв Торп
  - A Gentleman’s War (1999) Нейл Рутлидж
  - Первичный Ритуал (The Ultimate Ritual, 2000) Нэйл Джонс и Уильям Кинг
- «Смех Тёмных богов» (Laughter of the Dark Gods, 06.2002) под ред. Дэвида Прингла
  - Смех Тёмных богов (The Laughter of Dark Gods, 1989) Уильям Кинг
  - The Reavers and the Dead (1989) Чарльз Стросс
  - Призрак Иреми (The Phantom of Yremy, 1989) Браин Крэйг
  - Крик зверя (Cry of the Beast, 1989) Ральф Т. Касл
  - Песня (The Song, 1990) Стивен Бакстер (из цикла про Сэма Уорбла)
  - Свет преобразования (The Light of Transfiguration, 1990) Браин Крэйг
  - Тильянская крыса (The Tilean Rat, 1990) Сэнди Митчелл (из цикла про Сэма Уорбла)
  - Удача ученика (Apprentice Luck, 1989) Шон Флинн
  - The Other (1989) Никола Гриффит
  - The Spells Below Нейл Джонс
  - A Gardener in Parravon (1989) Браин Крэйг
- «Путь Мёртвых» (Way of the Dead, 07.2003) под ред. Кристиана Данна, Марка Гаскойна
  - Блеск (Glow) Саймон Спуриэр
  - Head Hunting, Robin D. Laws
  - The Small Ones К. Л. Вернер
  - Три рыцаря (Three Knights, 2002) Грэм Макнилл
  - The Road to Damnation, Brian Stableford, Браин Крэйг
  - Mark of the Beast Джонатан Грин
  - Урок Яхамы (Jahama’s Lesson) Мэттью Фаррер
  - A Good Thief Саймон Джоветт
  - Чего стоит месть (What Price Vengeance?) К. Л. Вернер (цикл «Брюннер. Охотник за головами»)
- «Swords of the Empire» (05.2004) под ред. Кристиана Данна, Марка Гаскойна
  - The Vampire Hunters Роберт Эрл
  - Meat Wagon К. Л. Вернер
  - The Case of the Scarlet Cell (2004) Гордон Ренни
  - Rest for the Wicked, James Wallis
  - The Nagenhof Bell Джонатан Грин
  - Swords of the Empire (2004) Дэн Абнетт
- «Холодная рука предательства» (The Cold Hand of Betrayal, 04.2006) под ред. Кристиана Данна, Марка Гаскойна
  - Kinstrife (2006) Грэм Макнилл (новелла)
  - Small Mercy Ричард Форд
  - Состязание убийц (Perfect Assassin, 2006) Ник Кайм
  - Лечебница (Sickhouse, 2003) К. Л. Вернер (цикл «Брюннер. Охотник за головами»)
  - На службе Сигмару (In the Service of Sigmar, 2006) Адам Трок
  - Blood and Sand Мэтт Ральфс
  - Son of the Empire, Robert Allan
  - The Daemon’s Gift, Robert Baumgartner
  - Death’s Cold Kiss (2006) Стивен Сэвил
- «Tales of the Old World» (2007) под ред. Кристиана Данна, Марка Гаскойна
  - Editors Introduction (2007) Кристиан Данн
  - Рождение легенды (Birth of a Legend, 1997) Гэв Торп (приквел «Легенда о Сигмаре - 1»)
  - Grunsonn’s Marauders (1997) Энди Джон
  - Ненависть (Hatred, 1997) Бен Чесселл
  - Faithful Servant (1997) Гэв Торп
  - Paradise Lost (1998) Энди Джонс
  - Mormacar’s Lament (1998) Крис Прамас
  - The Chaos Beneath (1998) Марк Брендан
  - Волк в овчарне (Wolf in the Fold, 1998) Бен Чесселл
  - The Blessed Ones (1999) Рэни Келлок
  - The Doorway Between (1999) Рьюрик Дэвидсон
  - A Gentleman’s War (1999) Нейл Рутлидж
  - Faith (2000) Роберт Эрл
  - Портрет моей бессмертной леди (Portrait of My Undying Lady, 2000) Гордон Ренни
  - Who Mourns a Necromancer? (2000) Браин Крэйг
  - Звук, который будит вас (The Sound Which Wakes You, 2000) Бен Чесселл
  - Tybalt’s Quest (2000) Гэв Торп
  - Son and Heir (2000) Иан Уинтертон
  - Первичный Ритуал (The Ultimate Ritual, 2000) Нэйл Джонс и Уильям Кинг
  - Ancestral Honour (2001) Гэв Торп
  - A Choice of Hatreds (2001) К. Л. Вернер
  - Тотентанц (Totentanz, 2001) Браин Крэйг
  - The Doom That Came to Wulfhafen (2002) К. Л. Вернер
  - The Path of Warriors (2002) Нил Макинтош
  - Night Too Long (2003) Джеймс Уоллис
  - Мёртвым сном (The Sleep of the Dead, 2003) Дариус Хинкс
  - Дерево-виселица (The Hanging Tree, 2004) Джонатан Грин
  - Ший-зар (Shyi-Zar, 2004) Дэн Абнетт
  - The Seventh Boon (2004) Митчелл Сканлон
  - Раттенкриг (Rattenkrieg, 2004) Роберт Эрл
  - Freedom’s Home or Glory’s Grave (2007) Грэм Макнилл
  - От кюизин. Высокая кухня (Haute Cuisine, 2007) Роберт Эрл
  - Кто убил Лютера ван Грота? (Man Who Stabbed Luther van Groot, 2007) Сэнди Митчелл (из цикла про Сэма Уорбла)
  - Крысолов (Rat Trap, 2007) Роберт Эрл
  - Гнилой фрукт (Rotten Fruit, 2007) Натан Лонг
  - Dead Man’s Hand (2007) Ник Кайм
  - I’ll Met in Mordheim (2007) Роберт Уотерс
- «Invasion!» (06.2007) под ред. Кристиана Данна, Марка Гаскойна
  - Lies of the flesh
  - None so blind
  - Perilous visions, Майк Ли
  - Premonition
  - Очищение (Purification, 2007) Роберт Вардеман
  - River of blood
  - Sanctity Ник Кайм
  - Spoils of war, Rick Wolf
  - The gift
- «Смерть и бесчестие» (Death and Dishonour, 02.2010) под ред. Алекса Девиса, Ника Кайма и Линдсей Пристли
  - Red Snow Натан Лонг
  - The Assassin’s Dilemma, David Earle
  - Rest Eternal Энтони Рейнольдс
  - The Miracle at Berlau Дариус Хинкс
  - Noblesse Oblige Роберт Эрл
  - The Last Ride of Heiner Rothstein, Ross O’Brien
  - Порченная Кровь (Broken Blood, 2010) Пол Керни
  - The Judgement of Crows Крис Райт
  - Wolfshead К. Л. Вернер
- «Бесконечная война» (War Unending, 09.2010) под ред. Кристиана Данна
  - Swords of the Empire (2004) Дэн Абнетт
  - The Small Ones К. Л. Вернер
  - Раттенкриг (Rattenkrieg, 2004) Роберт Эрл
  - Дочь Красной Руки (Redhand’s Daughter, 2003) Уильям Кинг
  - Портрет моей бессмертной леди (Portrait of My Undying Lady, 2000) Гордон Ренни
  - Virtue’s Reward Дариус Хинкс
  - The Blood Price (2008) (рассказ) Дэн Абнетт, Майк Ли
  - Блеск (Glow) Саймон Спуриэр
  - Three Knights (2002) Грэм Макнилл
  - The Seventh Boon (2004) Митчелл Сканлон
  - Порченная Кровь (Broken Blood, 2010) Пол Керни
  - «Warlords of Karek Eight Peaks» (сборник)
  - Skarsnik (новелла) (06.2013) Гай Хейли
  - Headtaker (новелла) (05.2013) Дэвид Гаймер
  - Thorgrim (новелла) (02.2014) Дэвид Гаймер
  - The Karag Durak Grudge (рассказ) (онлайн)
  - The King of Black Crag (рассказ) (онлайн) Гай Хейли

### Комиксы
- Ulli & Marquand (2002) Гордон Ренни, Гэв Торп
- Быстрая тень (Shadowfast)
- Истории «Десятихвостого кота»: История убийцы (Митчел Скэнлон) (из цикла про Лилиану Фальконе), История гнома (Гордон Ренни), История крысолова (Гордон Ренни)
- В Золочёной клетке, Митчел Скэнлон (из цикла про Лилиану Фальконе)
- Карающий огнём (Condemned by Fire)
- Мордхайм: Город Проклятых
- Проступок
- Пастух и Волк (Tales of Hellbrandt Grimm)
- Грёзы о Лустрии, Дэн Абнетт
- Месть Мундизумы, Стю Тейлор
- Ритуал Призывания, Энди Джонс
- Карнавал Превращений, Гордон Ренни
- Кошельки, Дэн Абнетт
- Из древнего рода, Митчел Скэнлон
- Грундхельмова тяжба, Пэт Дилис
- Титан, Гордон Ренни
- Малус Чёрный Меч
- Кузница Войны, Дэн Абнетт, Иен Эдингтон

## Настольные игры
- Warhammer: The Game of Fantasy Battles (1983)
- Warhammer Fantasy Roleplay (1986)
- Blood Bowl (1986)
- Man O' War (1993)
- Warhammer Quest (1995)
- Mordheim (1999)
- Warmaster (2000)
- Warhammer: Invasion (2009)
- Dreadfleet (2011)
- Warhammer Underworlds: Shadespire (2017)
- Warhammer Underworlds: Nightvault (2018)

## Компьютерные игры
- Warhammer Quest[англ.] (1995—1998, 2013 iOS)
- Warhammer: Shadow of the Horned Rat (1995)
- Warhammer: Dark Omen (1998)
- Warhammer: Battle for Atluma (2006 PSP)
- Warhammer: Mark of Chaos (2006)
  - Warhammer: Mark of Chaos – Battle March (2008)
- Warhammer Online: Age of Reckoning (2008)
- Warhammer Online: Wrath of Heroes[англ.] (отменена)
- Mordheim: City of the Damned (2015)
- Warhammer: End Times - Vermintide (2015)[6]
- Total War: Warhammer (2016)
- Man O' War: Corsair (2016)
- Warhammer Quest 2: The End Times (2017)
- Mordheim: Warband Skirmish (2017)
- Total War: Warhammer II (2017)
- Warhammer: Vermintide 2 (2018)
- Warhammer: Chaos & Conquest (2019)
- Warhammer: Chaosbane (2019)
- Warhammer: Odyssey MMORPG (2021)
- Total War: Warhammer III (2022)
- Total War Battles: Warhammer (2021)